# Сербомолот
Сербомолот (серб. Србомлат) — орудие смертной казни, функциональный аналог боевого молота, которое часто использовалось усташами во время Второй мировой войны для быстрого уничтожения сербов. Состояло из деревянной рукоятки и тяжёлого металлического зазубренного набалдашника.
Данный «сербомолот» усташи часто использовали во время карательных акций и в качестве средства расправы над пленными, хотя он был гораздо тяжелее сербосека. Именно этими молотами были забиты до смерти более 2 тысяч сербов в массовом убийстве в Дракуличе.

## В культуре
Массовое убийство людей «сербомолотом» показано в фильме «Спаситель». Эти же кадры были использованы в фильме «В тылу врага», хотя там они были приписаны противоположной стороне.